# Kathedrale von Tui

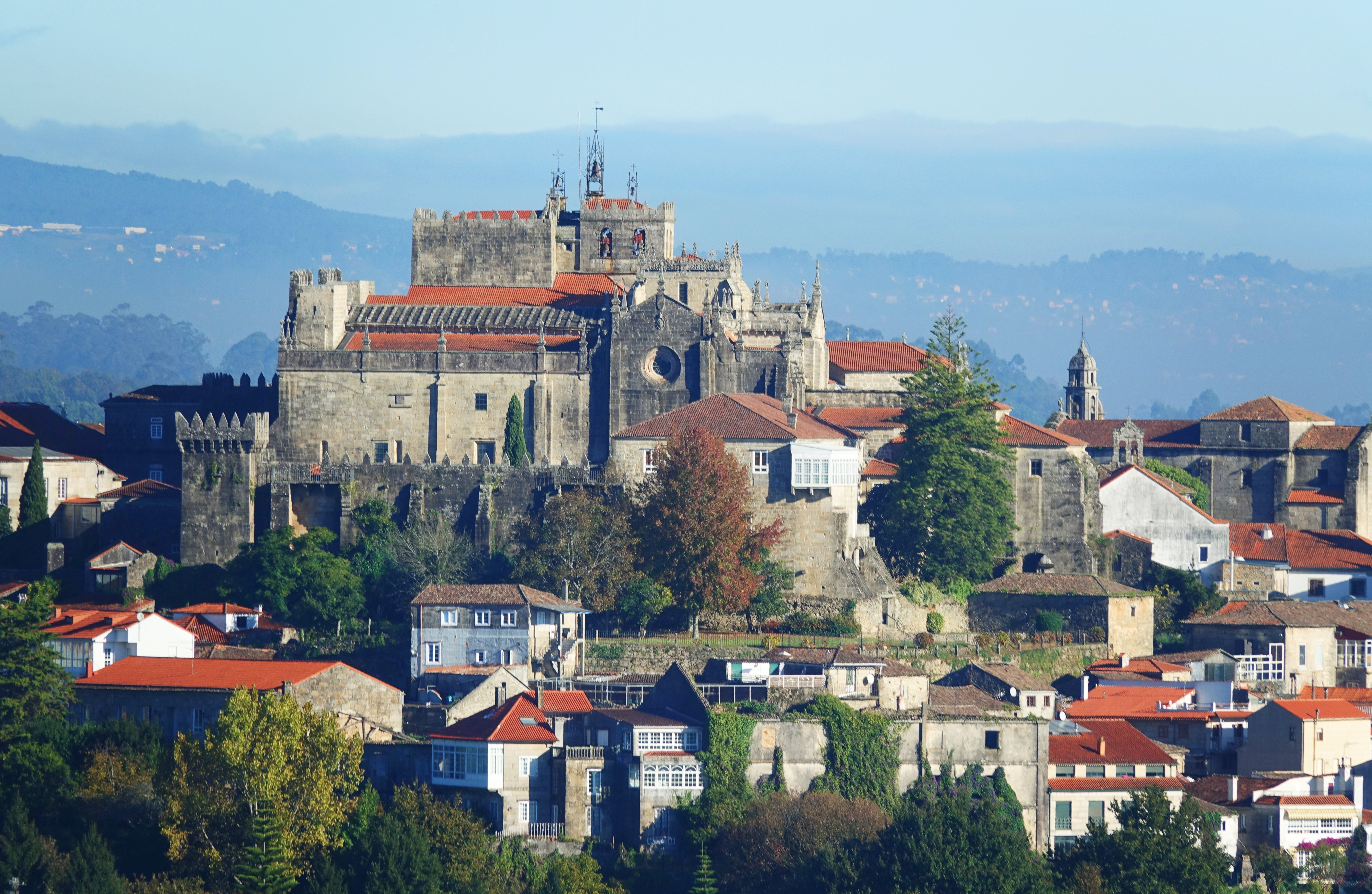
Kathedrale Santa María

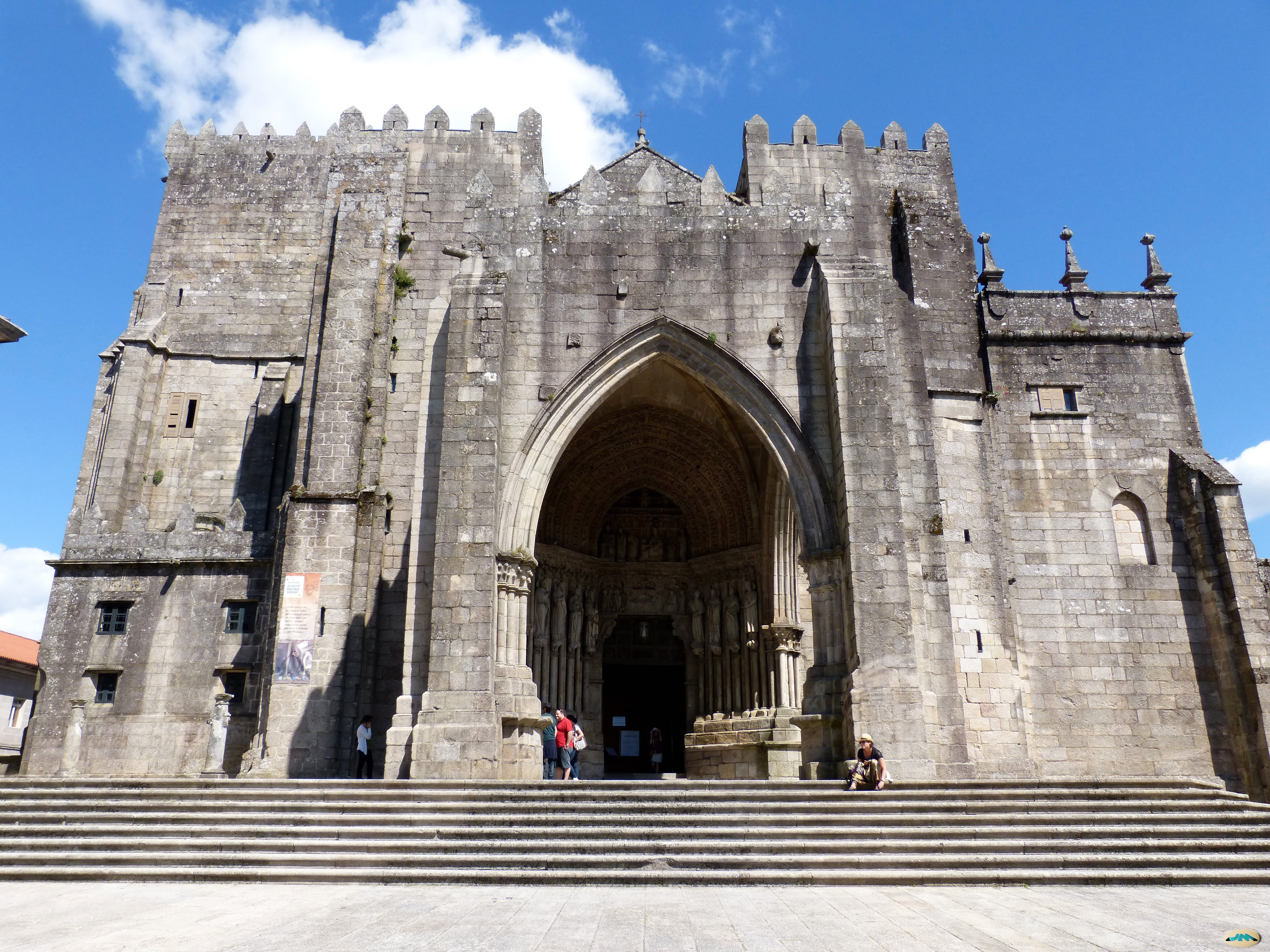
Westfassade

Die Kathedrale Santa María in Tui ist die Bischofskirche des Bistums Tui-Vigo in der Provinz Pontevedra der spanischen Autonomen Gemeinschaft Galicien. Sie wurde in der ersten Hälfte des 12. Jahrhunderts im Stil der Romanik begonnen und im 13. Jahrhundert im gotischen Baustil vollendet. Die der Gottesmutter Maria geweihte Kathedrale liegt auf einer Anhöhe über dem Río Miño, an die sich die Altstadt von Tui anschließt. Im Jahr 1931 wurde die Kirche zum Baudenkmal (Bien de Interés Cultural) (BIC) erklärt.

## Geschichte
Bereits im 5./6. Jahrhundert unter der Herrschaft der Sueben war Tui Sitz einer Diözese und an der Stelle der heutigen Kathedrale stand eine christliche Basilika. Nach einer Unterbrechung während der Zeit der maurischen und normannischen Invasionen wurde Tui im 11. Jahrhundert wieder Bischofssitz. Mit dem Bau der heutigen Kathedrale wurde in der ersten Hälfte des 12. Jahrhunderts begonnen. Im Jahr 1170 verlegte König Fernando II. (1154–1188) die Stadt, die sich ursprünglich bei der Kirche San Bartolomé de Rebordáns angesiedelt hatte, auf die Anhöhe um die Kathedrale und ließ sie mit Mauern und Türmen befestigen. Um 1180 wurde eine zweite Bauphase der Kathedrale im gotischen Stil begonnen und um 1225 wurde die Kathedrale geweiht. Zu Beginn des 15. Jahrhunderts wurden der Glockenturm und der Andreasturm (Torre San Andrés) errichtet. Ende des 15. Jahrhunderts wurde das romanische Chorhaupt abgerissen und an seiner Stelle wurden Kapellen errichtet. Seit 1959 gehört Tui zur neugegründeten Diözese Tui-Vigo. Die ehemalige Kollegiatkirche Santa Maria in Vigo wurde zur Konkathedrale erhoben.

## Architektur

### Hauptportal
Die Westfassade mit dem Hauptportal wurde um 1225 vollendet. Die Vorhalle stammt aus der Mitte des 13. Jahrhunderts. Acht Säulenpaare mit vier Skulpturen umrahmen auf beiden Seiten das Portal. Auf der linken Seite werden (von außen nach innen) Moses mit den Gesetzestafeln dargestellt, der Prophet Isaias, Simon Petrus mit zwei Schlüsseln und Johannes der Täufer, der eine Scheibe mit dem Lamm Gottes in den Händen hält. Die Figuren auf der rechten Seite werden (von innen nach außen) als die Propheten Daniel und Jeremias, die Königin von Saba und König Salomon interpretiert. Acht spitzbögige Archivolten mit floralem Dekor umrahmen das Tympanon, auf dem die Anbetung der Heiligen Drei Könige dargestellt ist. Die äußeren Figuren stellen König Herodes und den heiligen Josef dar. Die Türme darüber sollen auf das Himmlische Jerusalem hinweisen. Thema des Türsturzes ist die Geburt Christi. Wie in einer Darstellung auf einem Kapitell in der Kathedrale liegt Maria in einem Himmelbett. Links davon ist die Verkündigung an die Hirten dargestellt und auf der rechten Seite sieht man Josef und den Erzengel Gabriel.

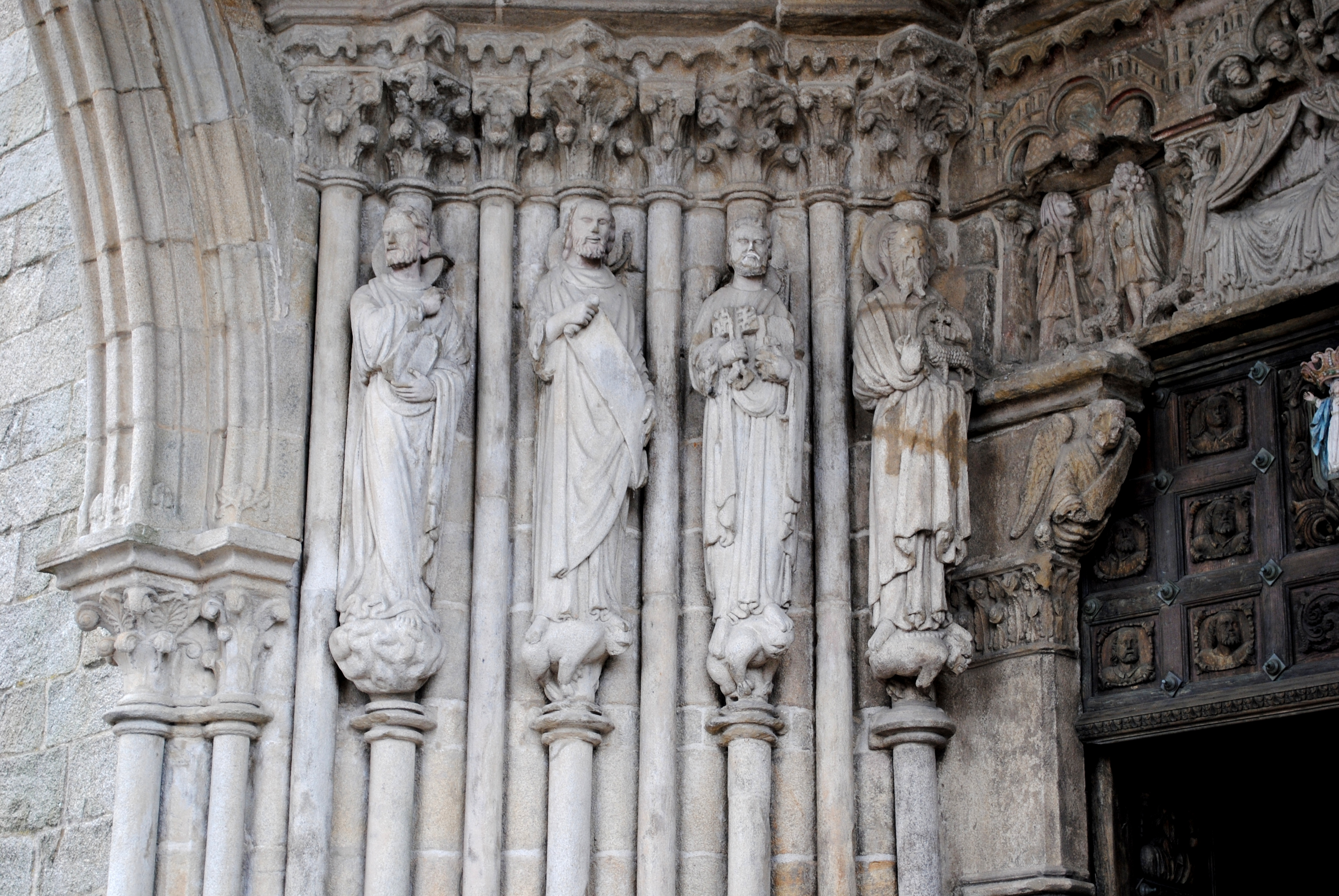
Moses, Isaias, Petrus und Johannes der Täufer
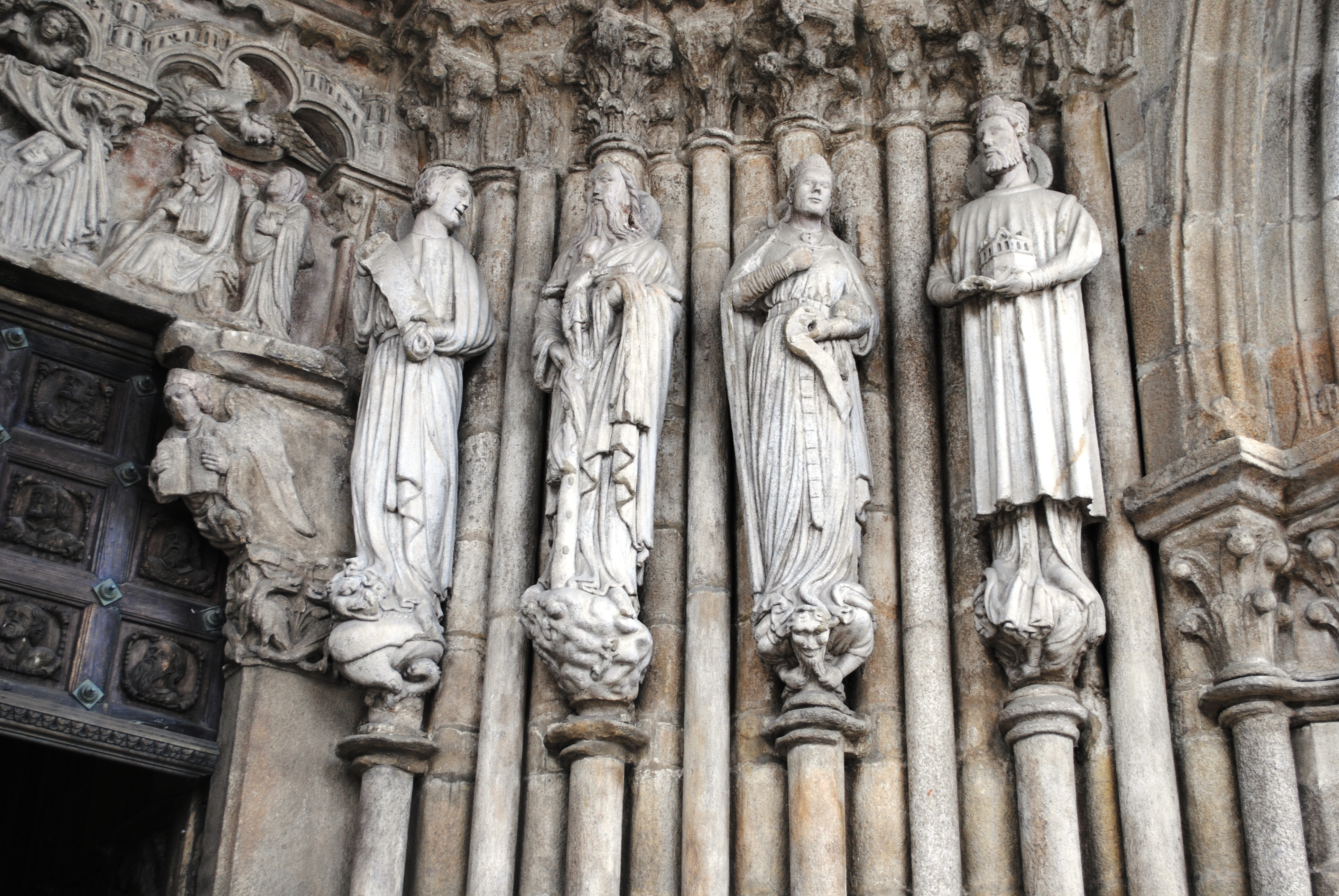
Daniel, Jeremias, Königin von Saba, Salomon
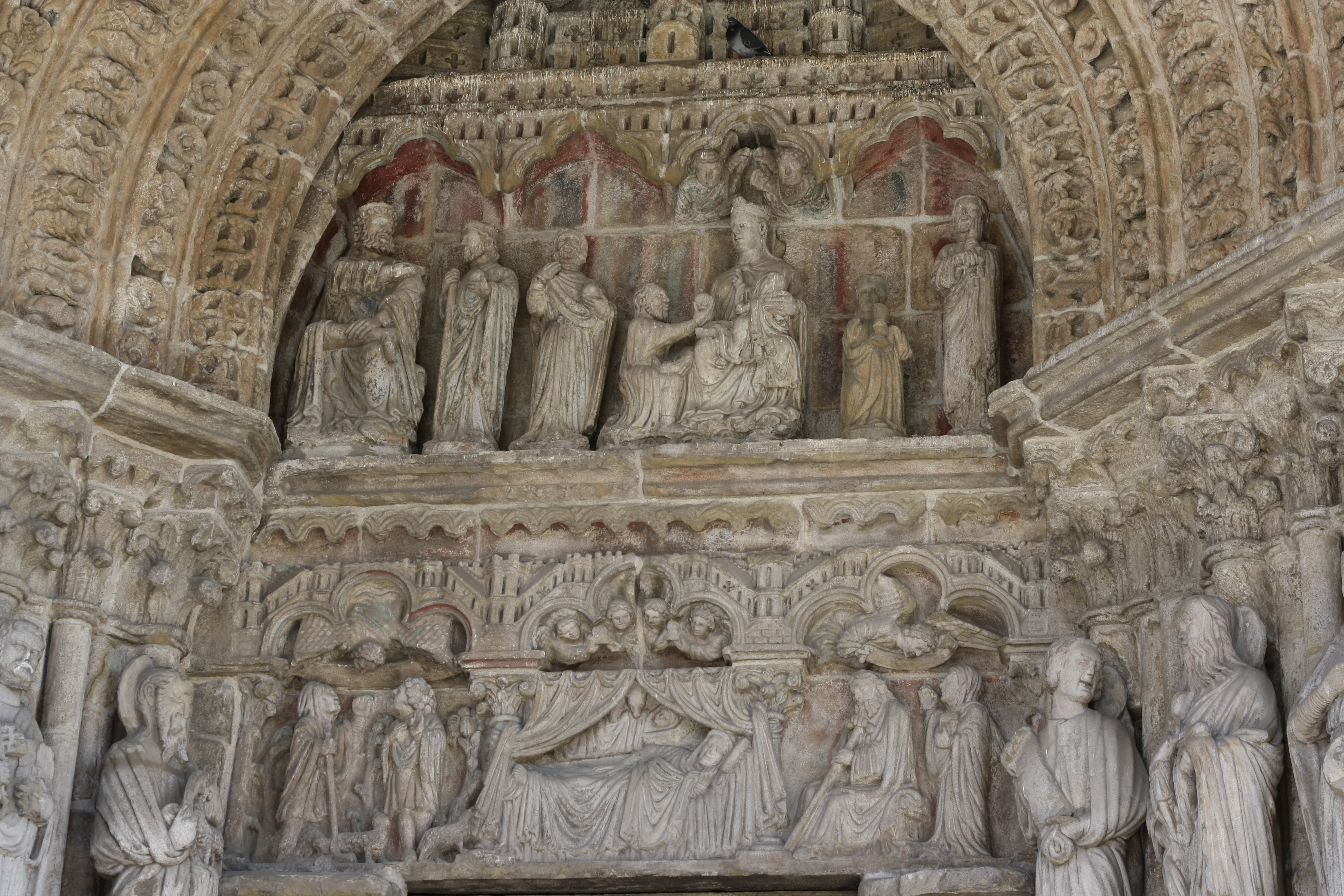
Tympanon

### Nordportal
Das Nordportal ist noch aus der romanischen Bauphase erhalten. Die Portalzone wird von einem großen Rundbogen umfasst, der zwei kleinere Bögen umspannt. Über deren Zwickel steht auf einem wiederverwendeten präromanischen Kapitell die Skulptur des heiligen Epictitus, der nach der Legende der erste Bischof von Tui war. Darunter ist das Portal eingeschnitten, dessen mit Röllchen- und Taubandfriesen verzierte Archivolten auf je zwei Säulen aufliegen. Unter dem schmucklosen Bogenfeld rahmen als Tierköpfe (Bär und Wolf) skulptierte Kragsteine (mochetas) die Holztüren aus dem 18. Jahrhundert, die mit floralen Motiven und Heiligenbüsten verziert sind.

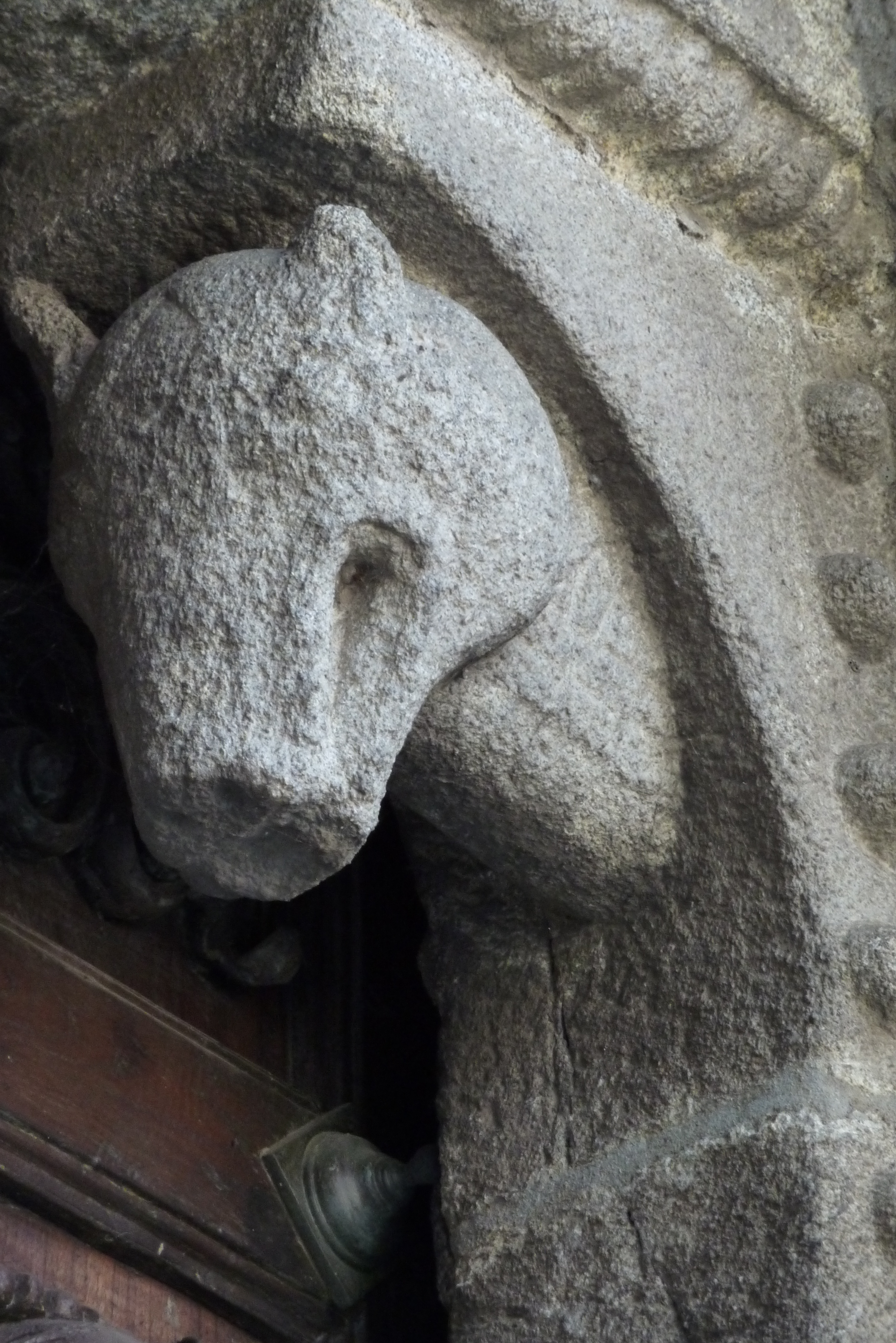
Nordportal mit mocheta
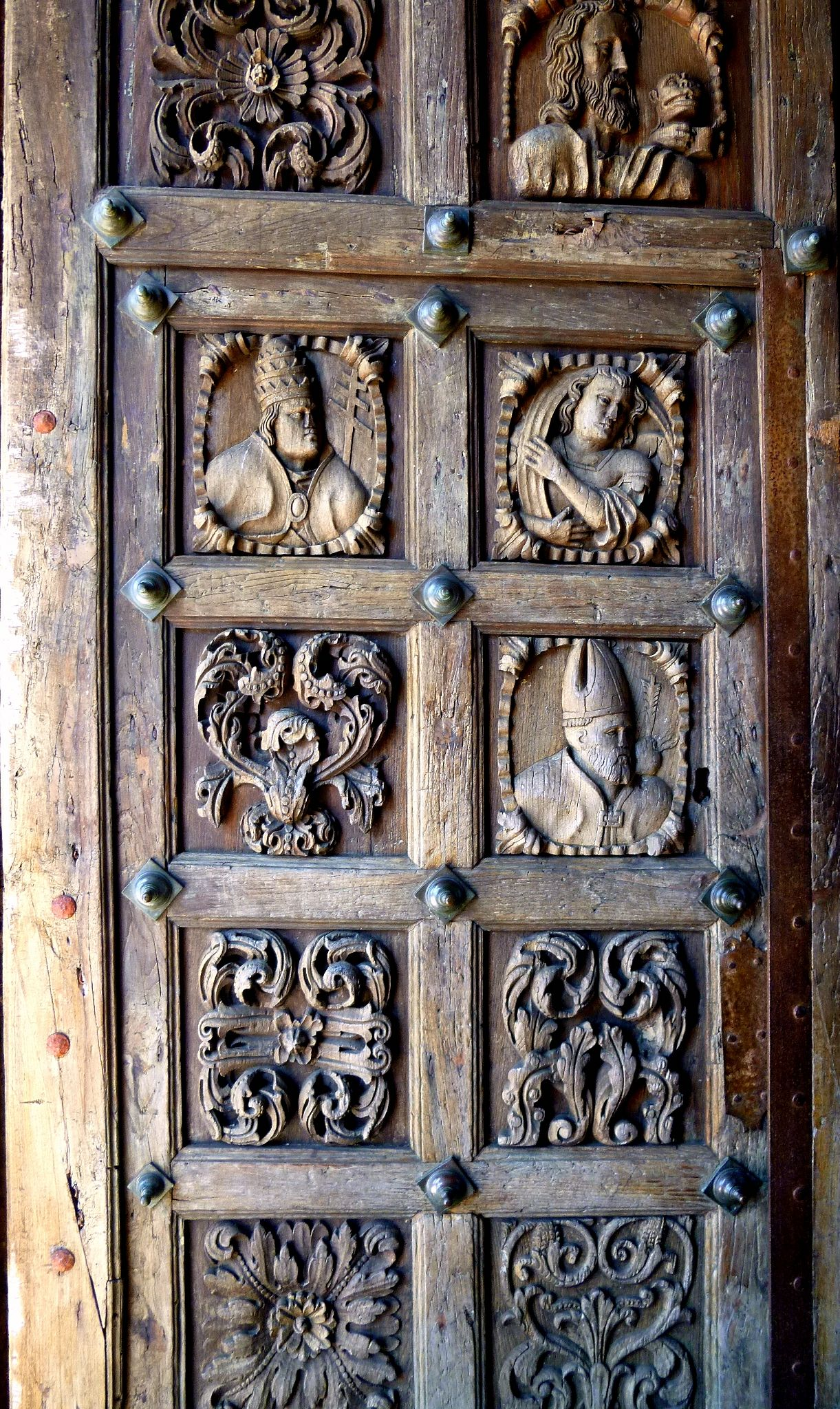
Holzgeschnitzter Türflügel

### Innenraum
Die Kathedrale hat den Grundriss eines lateinischen Kreuzes. Langhaus und Querhaus sind in drei Schiffe gegliedert. Das Kreuzgratgewölbe des Querhauses stammt noch aus dem 12. Jahrhundert und ist romanisch. Auf den zahlreichen figürlichen Kapitellen sind Tiere, Menschen und Fabelwesen dargestellt sowie Kampfszenen zwischen Tieren und Menschen und religiöse Themen wie die Geburt Christi.
Die Kreuzrippengewölbe des Hauptschiffes und der Seitenschiffe und das Triforium wurden im gotischen Stil Ende des 12. bis Anfang des 13. Jahrhunderts errichtet. Die Kuppel über der Vierung ruht auf Spitzbögen. Sie stammt aus dem frühen 16. Jahrhundert und besitzt ein Sterngewölbe.
Im 16. Jahrhundert wurde die von einer Kuppel überspannten Capilla de San Telmo errichtet, die aufgrund der hier verehrten Reliquien auch als Capilla de las Reliquias bezeichnet wird. In dieser Kapelle werden die sterblichen Überreste des seligen Petrus Gonzales, in Spanien San Telmo genannt, aufbewahrt, eines in Tui gestorbenen Priesters und Dominikaners, der als Schutzpatron der Stadt Tui verehrt wird.

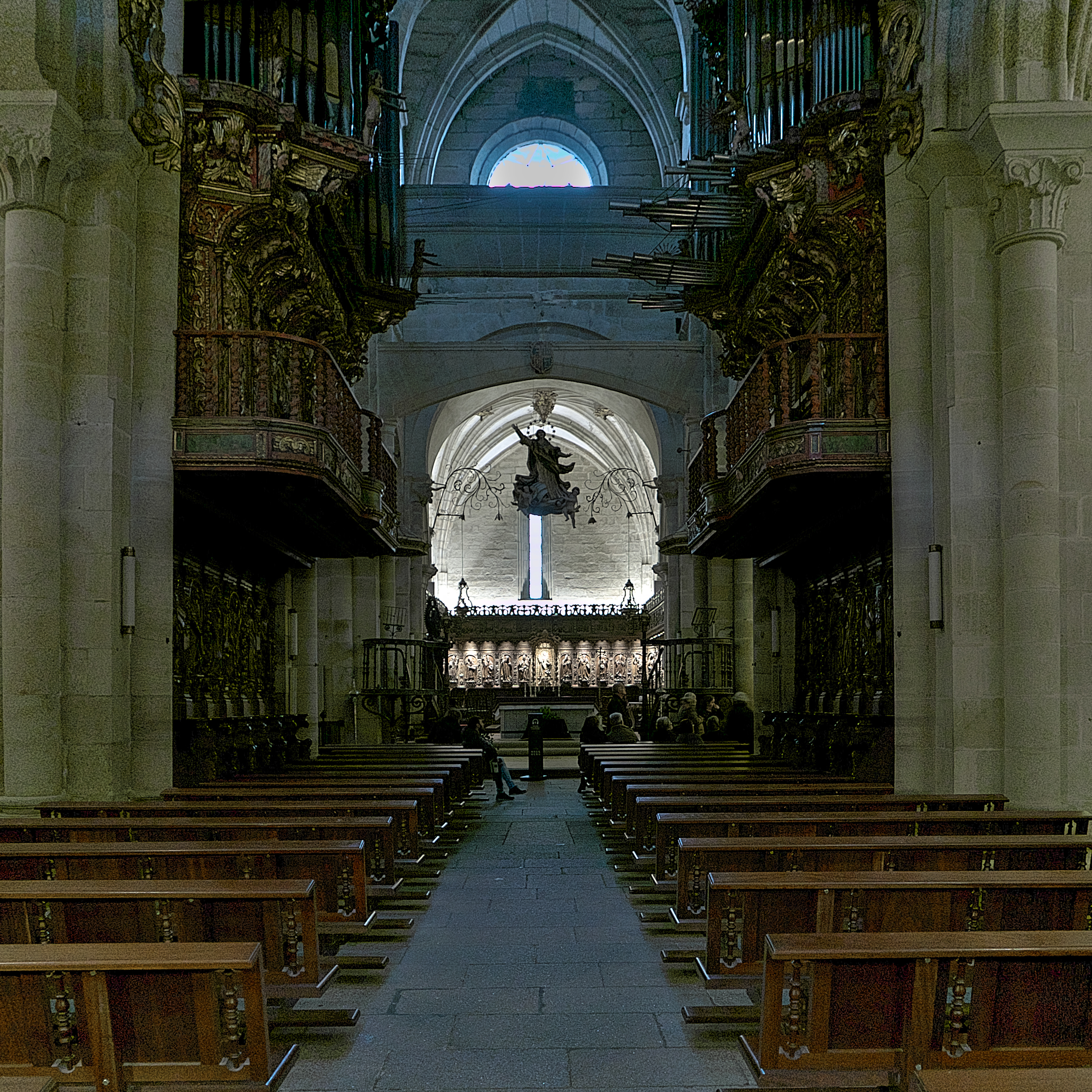
Innenraum
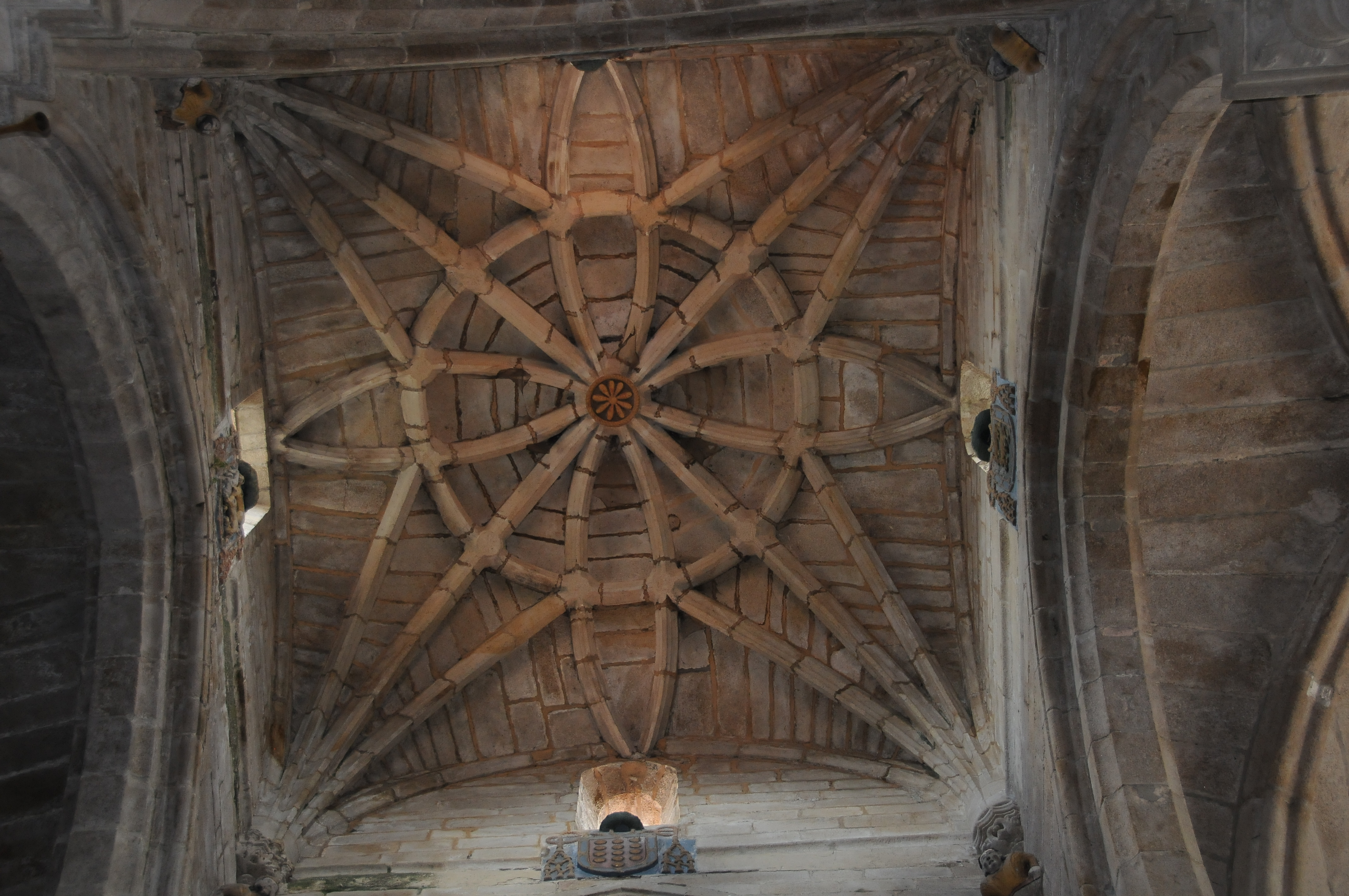
Sterngewölbe über der Vierung
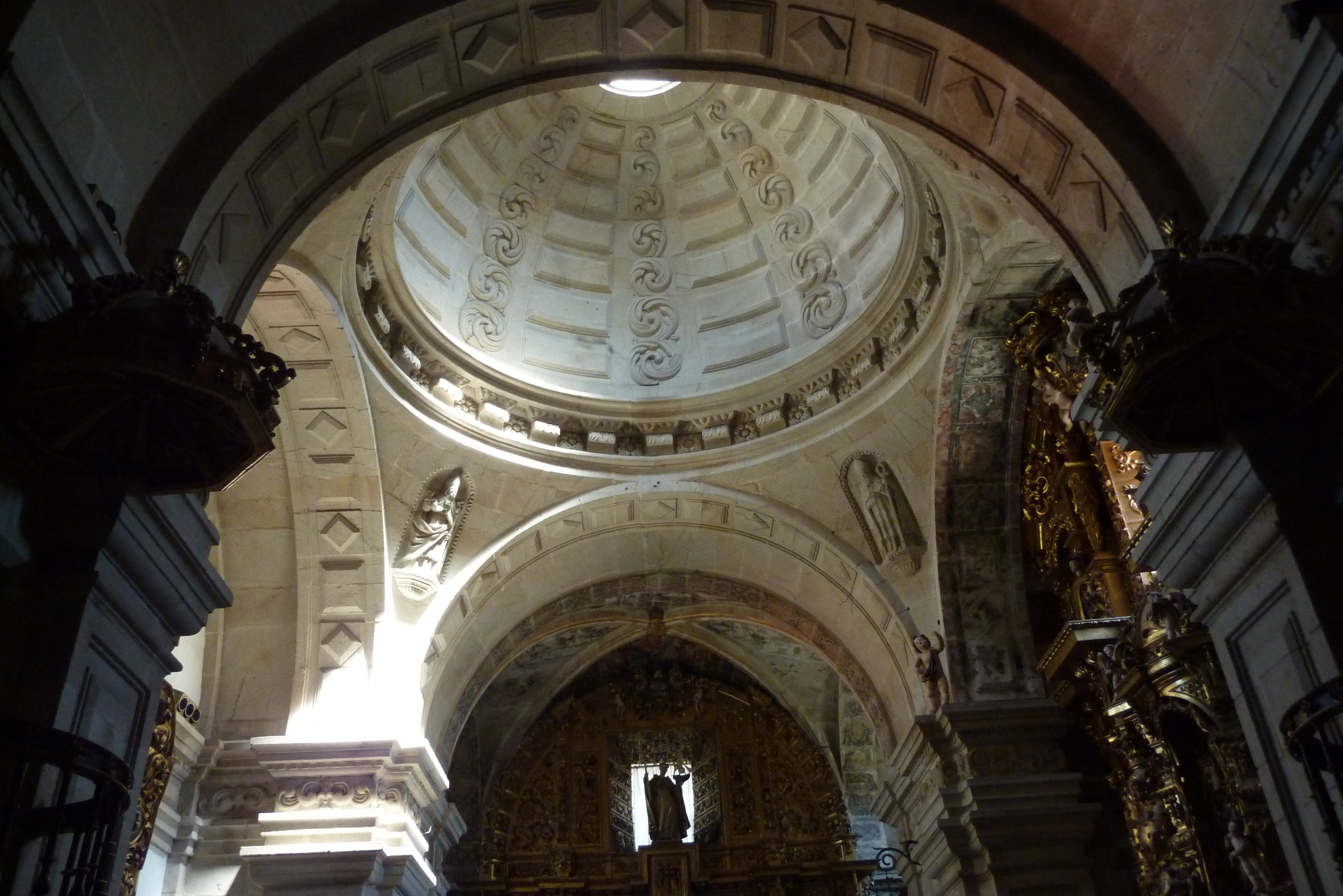
Capilla de San Telmo

## Ausstattung
Unter den Orgeln und im Chorraum ist das Chorgestühl aufgestellt, das 1699 bei Francisco Castro Canseco in Auftrag gegeben wurde und bis 1954 im Hauptschiff stand. Es ist mit Skulpturen verziert, die Szenen aus dem Leben und Wirken des Petrus Gonzales, in Spanien San Telmo genannt, sowie Darstellungen von Heiligen und Märtyrern aufweisen. Der Bischofsstuhl aus Kastanienholz wurde – wie auch das Chorgestühl des Kapitelsaales – im 18. Jahrhundert von Domingo Rodríguez de Pazos angefertigt. Auf ihm sind die Himmelfahrt Mariens und der heilige Epictitus dargestellt.

## Orgeln
Zwischen Vierung und Langhaus sind zwei Orgeln eingebaut, die 1714 von Domingo Rodríguez de Pazos geschaffen wurden. Beide werden von Heiligen zu Pferde bekrönt, die an Galionsfiguren erinnern. Die größere Orgel ist Petrus Gonzales (spanisch: San Telmo oder Pedro González Telmo) gewidmet, dem Schutzheiligen der Stadt und der Diözese sowie der Seefahrer, dessen Gebeine in der Kathedrale aufbewahrt werden. Die andere Orgel ist dem Apostel Jakobus gewidmet, der als Matamoros (Maurentöter) dargestellt ist.

## Capilla Santa Catalina

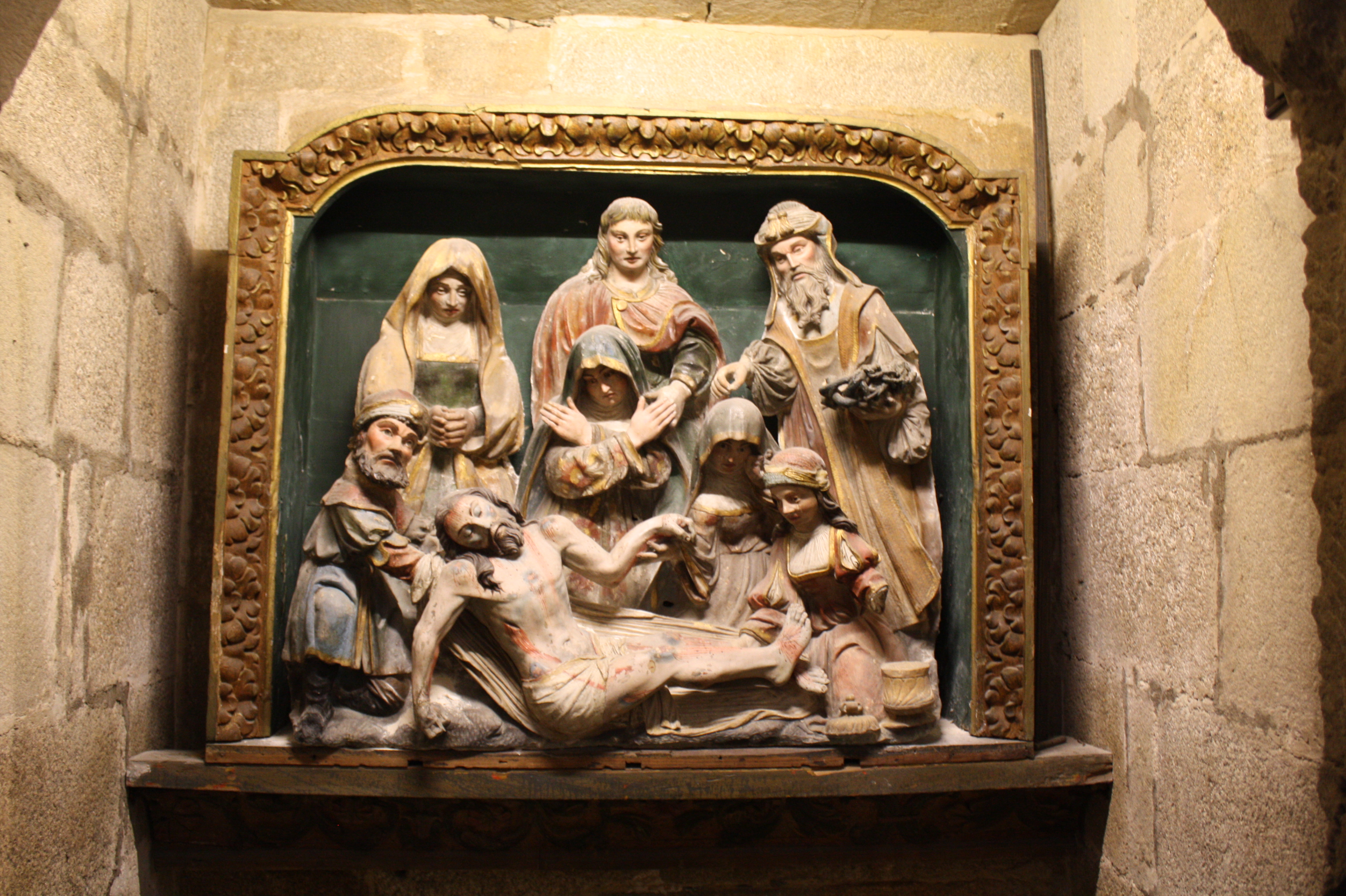
Grablegung Christi

In der ehemaligen Capilla Santa Catalina (Kapelle der heiligen Katharina) wird heute der Domschatz ausgestellt:
- Thronende Muttergottes mit Kind aus dem 14. Jahrhundert
- Ziborium aus dem 15. Jahrhundert
- Prozessionsmonstranz aus Silber von 1602
- Kalksteinrelief mit der Darstellung der Grablegung Christi von 1520, ein Fragment des ehemaligen Hauptaltars, der im 17. Jahrhundert entfernt wurde

## Kreuzgang
Der gotische Kreuzgang geht auf das 13. Jahrhundert zurück. Seine Galerien ruhen auf spitzbögigen Zwillingsarkaden, die von großen Spitzbögen umfasst werden. Die schlicht gestalteten Kapitelle lassen auf zisterziensischen Einfluss schließen. Rundbogenarkaden öffnen sich zum ehemaligen Kapitelsaal, der noch vom romanischen Kreuzgang des 12. Jahrhunderts erhalten ist. Er besitzt figürliche Kapitelle, die allerdings stark beschädigt sind. Eine Szene zeigt kämpfende Hammel, eine andere eine Wölfin, die ihr Junges säugt. Auch die Steinbänke sind noch vorhanden. Im Kapitelsaal werden Sarkophage, in Stein gemeißelte Wappen von Bischöfen und Adelsfamilien und andere Steinfragmente ausgestellt.

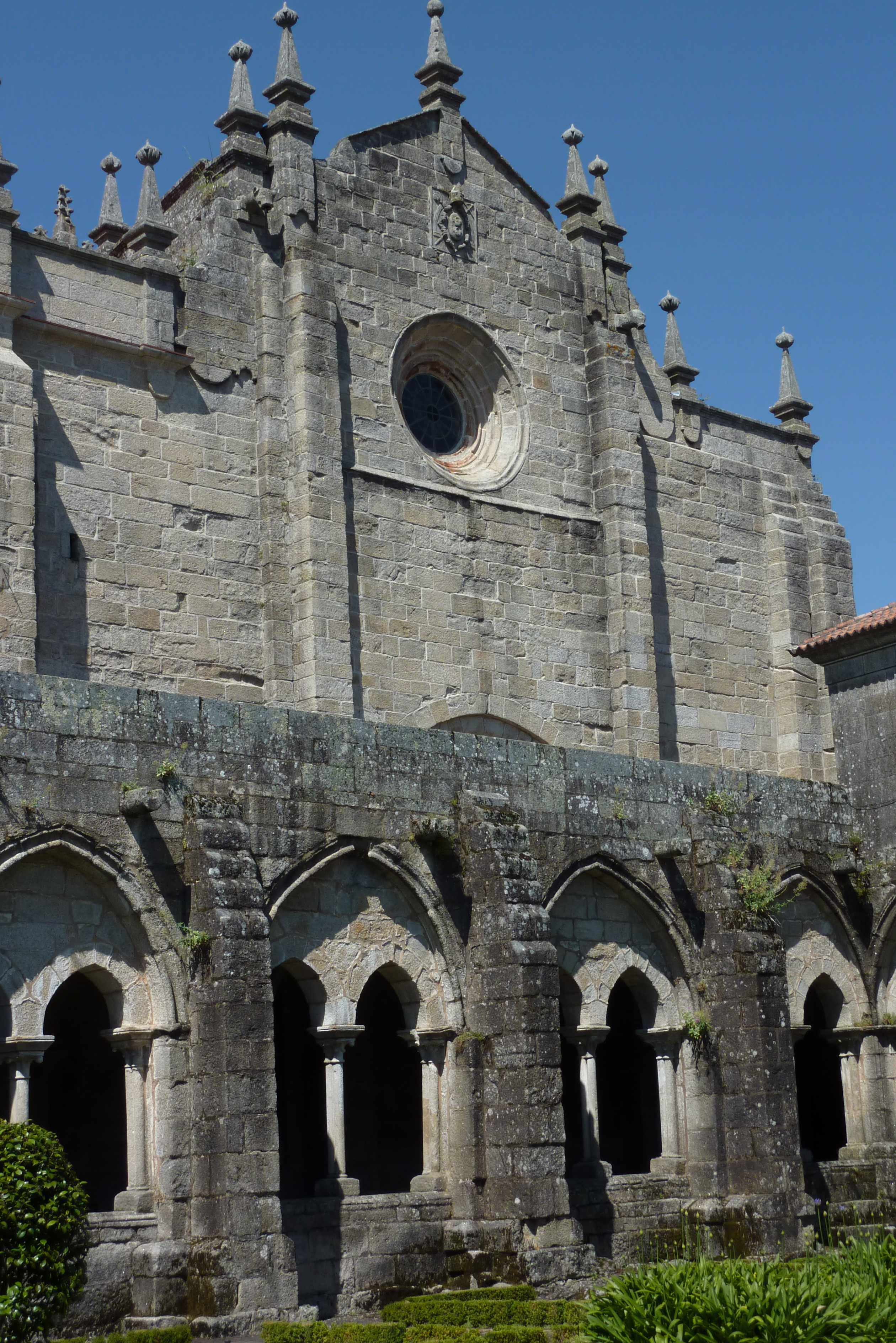
Kreuzgang
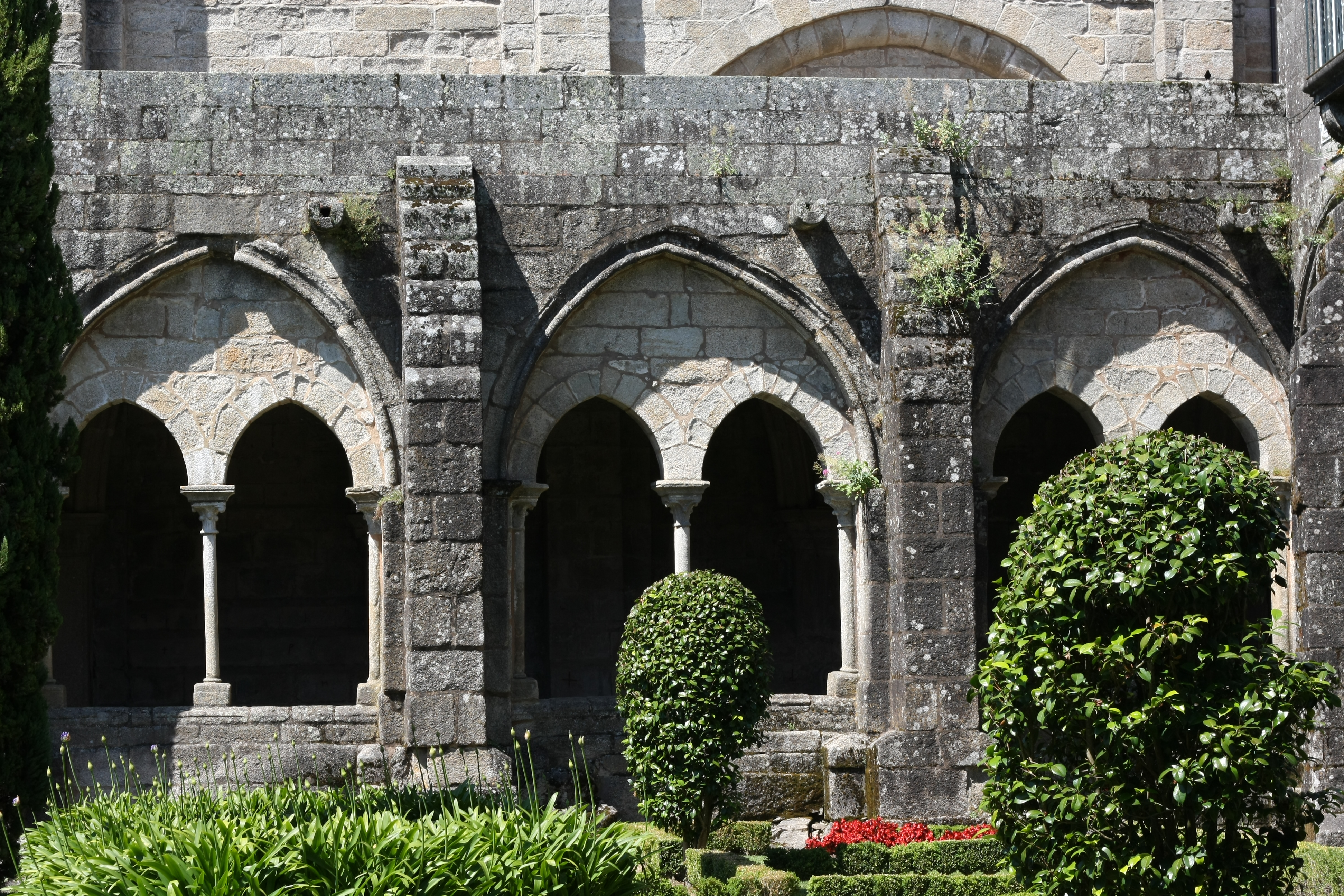
Kreuzgangarkaden
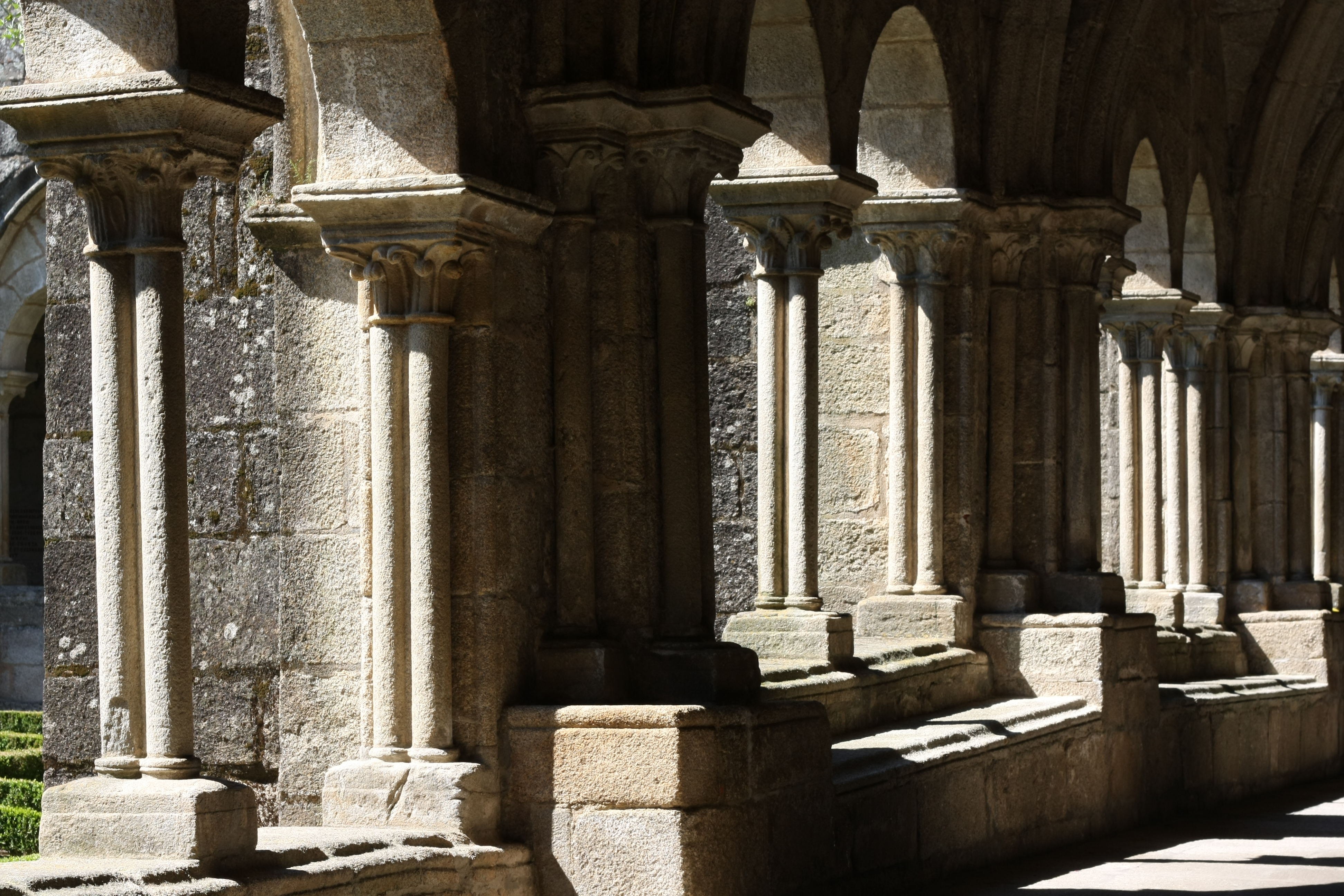
Kreuzgangarkaden